# Campeonato Mundial de Esquí Acrobático
El Campeonato Mundial de Esquí Acrobático es la máxima competición internacional de esquí acrobático. Es organizado desde 1986 por la Federación Internacional de Esquí (FIS). Actualmente se realiza cada año impar, y desde la edición de 2015 se efectúa conjuntamente con el Campeonato Mundial de Snowboard.

## Ediciones
| Núm.  | Año  | Sede                    | País                                 |
| ----- | ---- | ----------------------- | ------------------------------------ |
| I     | 1986 | Tignes                  | Francia                              |
| II    | 1989 | Oberjoch                | RFA                                  |
| III   | 1991 | Lake Placid             | Estados Unidos                       |
| IV    | 1993 | Altenmark               | Austria                              |
| V     | 1995 | La Clusaz               | Francia                              |
| VI    | 1997 | Nagano                  | Japón                                |
| VII   | 1999 | Meiringen               | Suiza                                |
| VIII  | 2001 | Whistler                | Canadá                               |
| IX    | 2003 | Deer Valley             | Estados Unidos                       |
| X     | 2005 | Ruka                    | Finlandia                            |
| XI    | 2007 | Madonna di Campiglio    | Italia                               |
| XII   | 2009 | Inawashiro              | Japón                                |
| XIII  | 2011 | Deer Valley             | Estados Unidos                       |
| XIV   | 2013 | Oslo / Voss             | Noruega                              |
| XV    | 2015 | Kreischberg             | Austria                              |
| XVI   | 2017 | Sierra Nevada           | España                               |
| XVII  | 2019 | Park City               | Estados Unidos                       |
| XVIII | 2021 | Idre Fjäll Almaty Aspen | Suecia · Kazajistán · Estados Unidos |
| XIX   | 2023 | Bakuriani               | Georgia                              |
| XX    | 2025 | Engadina                | Suiza                                |
| XXI   | 2027 | Montafon                | Austria                              |
| XXII  | 2029 | Zhangjiakou             | China                                |

## Medallero histórico
- Actualizado a Engadina 2025.

| Núm. | País            | Oro | Plata | Bronce | Total |
| ---- | --------------- | --- | ----- | ------ | ----- |
| 1    | Canadá          | 43  | 42    | 38     | 123   |
| 2    | Estados Unidos  | 39  | 39    | 40     | 118   |
| 3    | Francia         | 28  | 21    | 22     | 71    |
| 4    | Suiza           | 18  | 17    | 14     | 49    |
| 5    | Rusia           | 12  | 7     | 7      | 26    |
| 6    | China           | 11  | 8     | 7      | 26    |
| 7    | Australia       | 8   | 9     | 11     | 28    |
| 8    | Noruega         | 8   | 8     | 5      | 21    |
| 9    | Suecia          | 6   | 10    | 10     | 26    |
| 10   | Japón           | 6   | 7     | 8      | 21    |
| 11   | Alemania        | 4   | 5     | 7      | 16    |
| 12   | Austria         | 3   | 7     | 6      | 16    |
| 13   | Finlandia       | 3   | 7     | 5      | 15    |
| 14   | Nueva Zelanda   | 3   | 1     | 0      | 4     |
| 15   | Bielorrusia     | 2   | 4     | 4      | 10    |
| 15   | Reino Unido     | 2   | 4     | 4      | 10    |
| 17   | Italia          | 2   | 2     | 5      | 9     |
| 18   | República Checa | 2   | 2     | 1      | 5     |
| 19   | Kazajistán      | 1   | 2     | 4      | 7     |
| 20   | Eslovenia       | 1   | 0     | 0      | 1     |
| 20   | Estonia         | 1   | 0     | 0      | 1     |
| 20   | Uzbekistán      | 1   | 0     | 0      | 1     |
| 23   | Ucrania         | 0   | 2     | 3      | 5     |
| 24   | Corea del Sur   | 0   | 0     | 1      | 1     |
| 24   | Eslovaquia      | 0   | 0     | 1      | 1     |
| 24   | España          | 0   | 0     | 1      | 1     |
|      | TOTAL           | 204 | 204   | 204    | 612   |

1. ↑  Incluye las medallas obtenidas por la URSS.
2. ↑  Incluye las medallas obtenidas por la RFA y la RDA entre 1949 y 1990.